# جيريمي سوريز
جيريمي سوريز (بالإنجليزية: Jeremy Suarez)‏ هو كاتب سيناريو ومخرج وممثل أمريكي، ولد في 6 يوليو 1990 ببربانك في الولايات المتحدة.

## أعمال

### أفلام
- (1996) جيري ماغواير[4]
- (2002) كوكب الكنز[5][6][7]
- (2003) أخي الدب[8][9][10]
- (2006) أخي الدب 2[11]
- (2014)  الفيلم

### مسلسلات
- بيفرلي هيلز 90210
- عرض بيرني ماك

## وصلات خارجية
- جيريمي سوريز على موقع IMDb (الإنجليزية)
- جيريمي سوريز على موقع ألو سيني (الفرنسية)
- جيريمي سوريز على موقع أول موفي (الإنجليزية)
- جيريمي سوريز على موقع قاعدة بيانات الأفلام السويدية (السويدية)
- جيريمي سوريز على موقع قاعدة بيانات الفيلم (الإنجليزية)
- جيريمي سوريز على موقع كينوبويسك (الروسية)